# ジアード・トレムカニ
アーメド・ジアード・トレムカニ（アラビア語: زياد التلمساني, ラテン語: Hamed Ziad Tlemçani, 1963年5月10日 - ）は、チュニジア・チュニス出身の元同国代表の元サッカー選手。トレムカニと呼ばれることが多いが、日本での登録名はジアード。

## 経歴
1984年にエスペランス・スポルティーブ・ドゥ・チュニスでキャリアを始めると、6年間にリーグ戦3回（1985・1988・1989）とカップ戦2回（1986・1989）優勝した。1990年にスーペル・リーガのヴィトーリアSCへ移籍。ここでは5年過ごし、119試合45ゴールを記録した。
1995年に旧JFLのヴィッセル神戸に入団。長身のエースストライカーとして活躍、1996年Jリーグ昇格がかかったJFL最終戦のNTT関東戦ではハットトリックを達成するなど、JFLの得点王になる活躍で、Jリーグ昇格に貢献した。昇格後の1997年も神戸でプレイしていたが、翌年開催される1998 FIFAワールドカップのメンバー入りを目指し、母国チュニジアの古巣エスペランスに移籍した。
国内に復帰すると、1年目の1997-98シーズンは、チュニジア・リーグ優勝と得点王のタイトル獲得し、さらにアフリカンカップウィナーズカップでも優勝した。翌1999年はカップ戦優勝をし、同年に引退した。
引退後は、エスペランスのサッカー部門責任者を務めたり、"Bitaka"という会社を設立している。
2011年4月9日、東日本大震災に際し、自身が阪神・淡路大震災直後の日本が復興していくのを目の当たりにし、今回も必ず復興するとエールを送った。また、母国チュニジアで起こったジャスミン革命から、境遇は違えど共に国家再建を果たしていくことを願った。

## 代表
1989年にチュニジア代表デビューをする。母国チュニジアで開催されたアフリカネイションズカップ1994に出場、1次リーグのマリ代表戦, ザイール代表戦と両方に出場するも1分1敗で最下位になり、早期敗退した。ブルキナファソで開催されたアフリカネイションズカップ1998では準々決勝まで進出。その間の全4試合に出場し、コンゴ民主共和国代表戦, トーゴ代表戦で、それぞれ1ゴールずつ決めた。

## プライベート
父のアブデルマジード・トレムカニもチュニジア代表でプレーし、1959年・1960年と2シーズン連続でチュニジア・リーグ得点王に輝いている。

## 個人成績
| 国内大会個人成績 | 国内大会個人成績 | 国内大会個人成績 | 国内大会個人成績 | 国内大会個人成績 | 国内大会個人成績 | 国内大会個人成績  | 国内大会個人成績  | 国内大会個人成績 | 国内大会個人成績 | 国内大会個人成績 | 国内大会個人成績 |
| 年度             | クラブ           | 背番号           | リーグ           | リーグ戦         | リーグ戦         | リーグ杯          | リーグ杯          | オープン杯       | オープン杯       | 期間通算         | 期間通算         |
| 年度             | クラブ           | 背番号           | リーグ           | 出場             | 得点             | 出場              | 得点              | 出場             | 得点             | 出場             | 得点             |
| 日本             | 日本             | 日本             | 日本             | リーグ戦         | リーグ戦         | リーグ杯          | リーグ杯          | 天皇杯           | 天皇杯           | 期間通算         | 期間通算         |
| ---------------- | ---------------- | ---------------- | ---------------- | ---------------- | ---------------- | ----------------- | ----------------- | ---------------- | ---------------- | ---------------- | ---------------- |
| 1995             | 神戸             |                  | 旧JFL            | 25               | 8                | -                 | -                 |                  |                  |                  |                  |
| 1996             | 神戸             |                  | 旧JFL            | 29               | 25               | -                 | -                 |                  |                  |                  |                  |
| 1997             | 神戸             | 9                | J                | 16               | 4                | 5                 | 1                 |                  |                  |                  |                  |
| 通算             | 日本             | 日本             | J                | 16               | 4                | 5                 | 1\|\|\|\|\|\|\|\| |                  |                  |                  |                  |
| 通算             | 日本             | 日本             | 旧JFL            | 54               | 33               | -\|\|\|\|\|\|\|\| | -\|\|\|\|\|\|\|\| |                  |                  |                  |                  |
| 総通算           | 総通算           | 総通算           | 総通算           | 70               | 37               | 5                 | 1\|\|\|\|\|\|\|\| |                  |                  |                  |                  |

## 代表歴

### 試合数
- 国際Aマッチ 21試合 4得点（1990年-1998年）[7]

| チュニジア代表 | 国際Aマッチ | 国際Aマッチ |
| 年             | 出場        | 得点        |
| -------------- | ----------- | ----------- |
| 1990           | 2           | 0           |
| 1991           | 3           | 0           |
| 1992           | 4           | 0           |
| 1993           | 3           | 1           |
| 1994           | 2           | 0           |
| 1995           | 0           | 0           |
| 1996           | 0           | 0           |
| 1997           | 0           | 0           |
| 1998           | 7           | 3           |
| 通算           | 21          | 4           |

## 個人タイトル
- 旧JFL得点王 : 1996
- チュニジア・リーグ得点王 : 1997-98